# Al-Dhahra Trípoli
Al Dhahra SC es un equipo de fútbol de Libia que milita en la Segunda División de Libia, la tercera liga de fútbol más importante del país.

## Historia
Fue fundado en el año 1947 en la capital Trípoli con el nombre Al-Aqaba, hasta que en 1990 cambiaron su nombre por el que tienen actualmente.
Es uno de los varios equipos de la ciudad capital, estando a la sombra de los dos equipos más importante de la capital, el Al-Ahly y el Al-Ittihad. Han sido campeones de la Liga Premier de Libia en una ocasión en 1984/85, aunque no juegan en la máxima categoría desde la temporada 2002/03.
A nivel internacional ha participado en un torneo continental, la Copa Africana de Clubes Campeones 1986, en la cual fueron eliminados en la primera ronda por el Kampala City Council de Uganda.

## Palmarés
- Liga Premier de Libia: 1

1984/85

## Participación en competiciones de la CAF
| Temporada | Torneo                            | Ronda | Club | Casa | Visita | Global |
| --------- | --------------------------------- | ----- | ---- | ---- | ------ | ------ |
| 1986      | Copa Africana de Clubes Campeones | 1     | KCC  | 2-1  | 0-2    | 2-3    |